# کلاودیا سوبرون
کلاودیا مارسلا سوبـِرون (به اسپانیایی: Claudia Marcela Soberòn) از هنرپیشگان و خوانندگان مکزیکی است.
او کار هنری خود را با خوانندگی آغاز کرد و بعداً به هنرپیشگی پرداخت.
نخستین کار هنرپیشگی او با فیلم هرزگی جنسی در شیکاگو آغاز شد.